# 中原アヤ
中原 アヤ（なかはら アヤ、7月28日 - ）は、日本の漫画家。大阪府出身。血液型A型。デビュー作は『春と空気と日曜日』。

## 略歴等
- 実写映画化・小説化され、日本国外にも展開、大ヒットとなった代表作『ラブ★コン』は中原の出身地、大阪を舞台としており、漫才風の泉州弁会話が繰り広げられている。また、洋服を描くのが好きで、『ラブ★コン』をはじめ、私服の高校が舞台となることが多い。作中で描かれる洋服の合わせ方やヘアースタイルは、主人公と同年代の読者から「お手本」とも言われている。
- 『YOU』（集英社）2016年11月号から[2]2018年11月号まで『ダメな私に恋してくださいR（リターンズ）』を連載した[3][4]。

## 作品リスト

### 単行本
全て集英社、マーガレットコミックスから刊行されている。
- 青春のたまご（1997年2月25日発売[5]、ISBN 4-08-848620-X）
  - 青春のたまご（『デラックスマーガレット』1996年11月号）
  - ひまわり娘（『別冊マーガレット』1996年8月号）
  - しあわせ南向き!（『デラックスマーガレット』1996年7月号）
  - 王子様とわたし（『デラックスマーガレット』1996年3月号）
  - 2丁目ハニィ（『ザ マーガレット』1995年9月号）
  - 春と空気と日曜日（『別冊マーガレット』1995年6月号、デビュー作）
- 勉強しなさい!（1997年、全2巻）

1. 1997年11月25日発売[6]、『別冊マーガレット』1997年5月号 - 7月号、ISBN 4-08-848737-0
  - 買物ブギ（『別冊マーガレット』1997年1月号）
2. 1998年4月24日発売[7]、『別冊マーガレット』1997年9月号 - 12月号、ISBN 4-08-848799-0

- ラブ!ラブ!ラブ!（1998年 - 1999年、全3巻）

1. 1998年9月25日発売[8]、『別冊マーガレット』1998年3月号 - 6月号、ISBN 4-08-848864-4
2. 1999年2月25日発売[9]、『別冊マーガレット』1998年7月号 - 11月号、ISBN 4-08-847030-3
3. 1999年6月25日発売[10]、『別冊マーガレット』1998年12月号 - 1999年2月号、ISBN 4-08-847081-8
  - ディア・マドンナ（『別冊マーガレット』1999年4月号）

- りんご日記（1999年 - 2000年、全2巻）

1. 2000年1月25日発売[11]、『別冊マーガレット』1999年7月号 - 10月号、ISBN 4-08-847171-7
2. 2000年5月25日発売[12]、『別冊マーガレット』1999年11月号 - 2000年2月号、ISBN 4-08-847225-X

- HANADA（全2巻）

1. 2001年3月23日発売[13]、ISBN 4-08-847354-X
2. 2001年6月25日発売[14]、ISBN 4-08-847386-8
  - チェキラッチョ

- ラブ★コン（2001年 - 2007年、全17巻）
- ひみつきち（2004年9月24日発売[15]、ISBN 4-08-847784-7）

1. File.1 彼氏のひみつ（『別冊マーガレット』2001年5月号）
2. File.2 わたしのひみつ（『別冊マーガレット』2001年6月号）
3. File.3 彼女のひみつ（『別冊マーガレット』2001年7月号）
4. File.4 ぼくのひみつ（『別冊マーガレット』2004年6月号）

- ときめき学園☆王子組[16]（2008年5月23日発売[17]、ISBN 978-4-08-846295-0）

1. 1st.prince ぴかぴか王子（『別冊マーガレット』2007年10月号）
2. 2nd.prince めがね王子（『別冊マーガレット』2007年11月号）
3. 3rd.prince はちみつ王子（『別冊マーガレット』2007年12月号）
4. Last prince おまつり王子（『別冊マーガレット』2008年1月号）

- ナナコロビン[18]（2008年 - 2009年、全3巻）

1. 2008年8月25日発売[19]、『別冊マーガレット』2008年3月号 - 6月号、ISBN 978-4-08-846324-7
2. 2009年1月23日発売[20]、『別冊マーガレット』2008年7月号 - 10月号、ISBN 978-4-08-846377-3
3. 2009年2月25日発売[21]、『別冊マーガレット』2008年11月号 - 2009年2月号、ISBN 978-4-08-846386-5
  - 中原アヤのおしごと（描きおろし）

- ベリーダイナマイト[22]（2009年 - 2010年、全3巻）

1. 2009年10月23日発売[23]、『別冊マーガレット』2009年4月号、6月号[24] - 8月号、ISBN 978-4-08-846456-5
2. 2009年12月25日発売[25]、『別冊マーガレット』2009年9月号 - 12月号、ISBN 978-4-08-846477-0
  - すた☆べり（『デラックスマーガレット』2010年1月号）
3. 2010年5月25日発売[26]、『別冊マーガレット』2010年1月号 - 4月号[27]、ISBN 978-4-08-846528-9
  - すた☆べり（『デラックスマーガレット』2010年3月号）

- 純情ドロップ[28]（2012年4月25日発売[29]、『別冊マーガレット』2012年1月号[30] - 4月号、ISBN 978-4-08-846766-5、全1巻）
  - 純情ドロップ第0話 放課後センチメンタル[31]（『別冊マーガレット』2011年10月号別冊ふろく『別マex「放課後」』）
- ラブ★コンTWO[32]（2012年9月25日発売[33]、『デラックスマーガレット』2009年5月号、『別冊マーガレット』2012年6月号別冊ふろく『別マTWO』Vol.1[34] - 8月号別冊ふろく『別マTWO』Vol.3、ISBN 978-4-08-846831-0）
  - Honey Going[35]（『別冊マーガレットSister』2011年5月増刊号）
- されど愛しい日々（2013年4月25日発売[36]、『bianca（ビアンカ）』2012年6月増刊号（創刊号）[37]、『別冊マーガレット』2012年9月号別冊ふろく『bianca（ビアンカ）』1 1/2号[38]、『bianca（ビアンカ）』2号（2012年11月号）[39]、『別冊マーガレット』2013年2月号[40] - 3月号、ISBN 978-4-08-845030-8）
  - されど愛しい亀（描きおろし）
- ダメな私に恋してください（2013年 - 2016年、全10巻)
- ダメな私に恋してくださいR（リターンズ）（2016年 - 2018年、全6巻）
- おとななじみ（2019年 - 2021年、全8巻）
- 狼に鈴[41]（『Cocohana』2022年1月号[42] - 2024年2月号[43]、全6巻）

1. 2022年4月25日発売[44][45]、『Cocohana』2022年1月号[42] - 4月号、ISBN 978-4-08-844643-1
  - おとななじみ番外編[46]（『Cocohana』2022年1月号）
2. 2022年8月25日発売[47]、『Cocohana』2022年5月号 - 8月号、ISBN 978-4-08-844674-5
3. 2022年12月23日発売[48]、『Cocohana』2022年9月号 - 12月号、ISBN 978-4-08-844683-7
4. 2023年4月25日発売[49]、ISBN 978-4-08-844743-8
5. 2023年9月25日発売[50]、ISBN 978-4-08-844816-9
6. 2024年2月22日発売[51]、ISBN 978-4-08-844874-9

### 文庫本
集英社文庫から刊行されている。
- 中原アヤ 恋愛女子短編集 ひみつきち[52]（2015年4月17日発売[53]、ISBN 978-4-08-619548-5）

1. File.1 彼氏のひみつ（『別冊マーガレット』2001年5月号）
2. File.2 わたしのひみつ（『別冊マーガレット』2001年6月号）
3. File.3 彼女のひみつ（『別冊マーガレット』2001年7月号）
4. File.4 ぼくのひみつ（『別冊マーガレット』2004年6月号）
5. 1st.prince ぴかぴか王子（『別冊マーガレット』2007年10月号）
6. 2nd.prince めがね王子（『別冊マーガレット』2007年11月号）
7. 3rd.prince はちみつ王子（『別冊マーガレット』2007年12月号）
8. Last prince おまつり王子（『別冊マーガレット』2008年1月号）

### 単行本未収録作品
- ラブ★コンD（デラックス）[54]（『デラックスマーガレット』2009年5月号）
- ネガ×ポジ [55]（『デラックスマーガレット』2010年7月号）
- Honey Coming -ハニカミ- [56]（『別冊マーガレットSister』2010年10月号）
- あしたの宿題[57]（『別冊マーガレット』2011年1月号）
- キライスキキライ[58]（『別冊マーガレットSister』2011年9月増刊号）

### イラスト
- 推しと私の怪異調査（2024年 - 、既刊1巻）

1. サトリの眼（『集英社オレンジ文庫』 2024年8月20日発売）